# Smicroplectrus hinzi
Smicroplectrus hinzi là một loài tò vò trong họ Ichneumonidae.